# W jak wypas
W jak wypas (ang. Rated A for Awesome, 2011-2012) – amerykańsko-kanadyjski serial animowany stworzony przez Asapha Fipke'a. Jego światowa premiera odbyła się 20 czerwca 2011 roku na amerykańskim Disney XD, natomiast w Polsce odbyła się po raz pierwszy na kanale Disney XD 11 grudnia 2011 roku, regularna emisja rozpoczęła się 7 stycznia 2012 roku.
Serial został wykonany przez kanadyjskie studio Nerd Corps Entertainment, znane m.in. z Storm Hawksów, Ligi Złośliwców, Hot Wheels: Battle Force 5 i wielu innych.

## Fabuła
Serial opowiada o losach czwórki przyjaciół – Lestera, Noama, Larsa i Thery, którzy wyznaczyli sobie za misję zamienianie rzeczy w zwykłych w niesamowite, nudne w ciekawe oraz niesprawiedliwych w słuszne.

## Bohaterowie
- Lester „Les” Wypasiuk - lider drużyny. Ma niebieskie włosy i oczy, nosi bluzkę na krótkim rękawku niebieską w paski. To on wymyśla co będzie „uwypasowione”, brat Thery.
- Noam - mózg drużyny. Wysoki chłopak o zielonych włosach i oczach, nosi okulary z zielonymi oprawkami, podwójną bluzkę zieloną ze znaczkiem włączenia/ wyłącznie komputerowym, zielone spodnie i wysokie buty. Zakochany z wzajemnością w Therze, co jest widoczne podczas oglądania.
- Lars - nord średniej wysokości, pulchny. Ma złote włosy i błękitne oczy, nosi czerwoną bluzę, granatowe spodnie i czerwone trampki. W jednym odcinku widać zauroczenie jego w nordyckiej dziewczynie. często używa słów z jego kraju.
- Thera Wypasiuk - jedyna dziewczyna w drużynie, niezwykle wysportowana, siostra Lesa. Zakochana w Noamie co często ukazuje. Niekiedy musi pouczać brata. Ma granatowe włosy jak brat z różową grzywką, nosi różowy T- Shirt z motywem czaszki z kokardą, ciemnofioletowe spodnie oraz białoróżowe adidasy.
- Trzęsiportek - maskotka drużyny. Małpka z fryzurą w kolorze żółtym. Nagrywa ona każdy plan wypasowizacji, niekiedy niszczy, fryzjer.

## Wersja polska
Wersja polska: SDI Media Polska

Reżyseria:
- Waldemar Raźniak,
- Łukasz Lewandowski

Tekst polski: Zofia Jaworowska

Teksty piosenek: Zofia Jaworowska

Reżyseria piosenek: Juliusz Kamil Kuźnik

Montaż: Magdalena Waliszewska (odc. 7-10, 21-26)

Wystąpili:
- Mateusz Sacharzewski – 
  - Lester,
  - Lee (odc. 8b)
- Adam Serowaniec – 
  - Lars,
  - Władek (odc. 8b)
- Mateusz Rusin – 
  - Noam,
  - Fasolka (odc. 8b)
- Weronika Nockowska – 
  - Thera,
  - Halinka (odc. 8b)
- Tomasz Steciuk – Pan Bajerancki (odc. 1b)
- Waldemar Raźniak – Profesor Nudziak (odc. 1a)
- Kamil Kula – Max
- Monika Pikuła – 
  - Pani Szeroburska (odc. 1b)
  - Kuzynka Thery (odc. 4b)
- Paweł Ciołkosz – Chet
- Angelika Kurowska – Holly (odc. 25a)
- Paweł Szczesny – 
  - Dyrektor (odc. 2a)
  - Trener (odc. 12a)
- Łukasz Talik – Komentator (odc. 12a)
- Dariusz Odija – 
  - Trzęsiportek (ludzkie kwestie) (odc. 12b),
  - Sprzedawca lodów (odc. 14a)
- Olga Omeljaniec
- Barbara Zielińska – Pani Krytyczak (odc. 2a)
- Michał Podsiadło
- Monika Węgiel
- Mikołaj Klimek
- Leszek Zduń
- Krzysztof Zakrzewski
- Bartosz Martyna
- Łukasz Lewandowski
- Wojciech Romańczyk – Lider kapeli kosmitów (odc. 25b)

i inni
Lektor: Bartosz Martyna

## Spis odcinków
| Premiera odcinka | N/o | Polski tytuł                     | Angielski tytuł                      |
| ---------------- | --- | -------------------------------- | ------------------------------------ |
|                  |     |                                  |                                      |
| SERIA PIERWSZA   |     |                                  |                                      |
|                  |     |                                  |                                      |
| 11.12.2011       | 01  | Dydaktyka na Wypasie             | X-Treme Teaching                     |
| 11.12.2011       | 01  | Lestera serenada przeznaczenia   | Les’ Song of Doom                    |
|                  |     |                                  |                                      |
| 07.01.2012       | 02  | Klub szlabaniarzy                | Club Detention                       |
| 07.01.2012       | 02  | Wypasiony dyrygent               | Awesomely Different Drum Major       |
|                  |     |                                  |                                      |
| 08.01.2012       | 03  | Przypał w upał                   | Just Add Water                       |
| 08.01.2012       | 03  | Farsa Larsa                      | Melting the Ice                      |
|                  |     |                                  |                                      |
| 14.01.2012       | 04  | O rany, yeti!                    | When Hall Freezes Over               |
| 14.01.2012       | 04  | Teraz Thera                      | Lost in Character                    |
|                  |     |                                  |                                      |
| 15.01.2012       | 05  | Pogromcy trawnika                | Lawn Rangers                         |
| 15.01.2012       | 05  | Śpij mądrze                      | Sleep Smart                          |
|                  |     |                                  |                                      |
| 21.01.2012       | 06  | Les, kup se dres                 | Little Shopping of Horrors           |
| 21.01.2012       | 06  | Panowie – fanowie                | Cue Applause                         |
|                  |     |                                  |                                      |
| 28.01.2012       | 07  | Kronika rocznika                 | Yearbooked                           |
| 28.01.2012       | 07  | Kto pierwszy, ten lepszy         | Sell Out Show                        |
|                  |     |                                  |                                      |
| 04.02.2012       | 08  | Thera na skatera                 | Awesome Ride                         |
| 04.02.2012       | 08  | Kozak-zgraja                     | Incredi-Posse                        |
|                  |     |                                  |                                      |
| 11.02.2012       | 09  | Król golfowych pól               | Kings of Links                       |
| 11.02.2012       | 09  | Lars schodzi na psy              | Leader of the Pack                   |
|                  |     |                                  |                                      |
| 18.02.2012       | 10  | Ostatni dzień lata               | Go Away Day                          |
| 18.02.2012       | 10  | Zawrót głowy                     | Scary Go Round                       |
|                  |     |                                  |                                      |
| 25.02.2012       | 11  | Denstystofobia                   | Dental Denial                        |
| 25.02.2012       | 11  | Głosy Larsa                      | The Voice of Lars                    |
|                  |     |                                  |                                      |
| 03.03.2012       | 12  | Burda Burta                      | Bend It Like Burt                    |
| 03.03.2012       | 12  | Małpi poranek                    | Lazy Monkey Morning                  |
|                  |     |                                  |                                      |
| 04.03.2012       | 13  | Randka z przeznaczeniem          | Thera’s Awesome Date With Destiny    |
| 04.03.2012       | 13  | Rowerowy wiking                  | Erik the Biking                      |
|                  |     |                                  |                                      |
| 17.03.2012       | 14  | Złe wieści, Noam                 | Bad News Noam                        |
| 17.03.2012       | 14  | Afera Lestera                    | You’ve Got Blackmail!                |
|                  |     |                                  |                                      |
| 18.03.2012       | 15  | Podnosiciel zagłady              | Clothes Picker-Upper of Doom         |
| 18.03.2012       | 15  | Koszmar z Glickersville          | Nightmare on Glicker Street          |
|                  |     |                                  |                                      |
| 01.04.2012       | 16  | Ja Ugh, ty Wypasiuk              | Me Ugh, You Awesome                  |
| 01.04.2012       | 16  | I ty myślisz, że umiesz tańczyć? | Dancing More or Les                  |
|                  |     |                                  |                                      |
| 14.04.2012       | 17  | Przyjaciele na zawsze            | Best Frenemies Forever               |
| 14.04.2012       | 17  | Śmieci nie dla dzieci            | Garbage In, Garbage Out              |
|                  |     |                                  |                                      |
| 21.04.2012       | 18  | To chyba ryba                    | Go Fish                              |
| 21.04.2012       | 18  | Pogromcy dzieciaków              | Brat Busters                         |
|                  |     |                                  |                                      |
| 28.04.2012       | 19  | Nara dla Skara                   | Don’t Judge a Mutant By It’s Slobber |
| 28.04.2012       | 19  | Potworne ramię                   | Armed and Dangerous                  |
|                  |     |                                  |                                      |
| 05.05.2012       | 20  | Atak na katar                    | Used Tissue of Doom                  |
| 05.05.2012       | 20  | Atak mostek                      | When Mascots Attack                  |
|                  |     |                                  |                                      |
| 12.05.2012       | 21  | Zawsze na wypasie                | Always Be Awesome                    |
| 12.05.2012       | 21  | Uderz go w gust-o                | Go for the Gust-o                    |
|                  |     |                                  |                                      |
| 07.04.2012       | 22  | Kiedy Trzęsiportek poznał Tongę  | When Twitch Met Tonga                |
| 07.04.2012       | 22  | Cicha noc, wypas noc             | Silent Night, Awesome Night          |
|                  |     |                                  |                                      |
| 19.05.2012       | 23  | Małpi raj                        | Too Many Monkeys                     |
| 19.05.2012       | 23  | Zapominalski Noam                | Noam No More                         |
|                  |     |                                  |                                      |
| 09.06.2012       | 24  | Prawda o Trzęsiportku            | The Truth About Twitchy              |
| 09.06.2012       | 24  | Zombie styl                      | Mall of the Living Doll              |
|                  |     |                                  |                                      |
| 16.06.2012       | 25  | Brat Thery i gipsik A-4          | Thera's Brother the Car              |
| 16.06.2012       | 25  | Oberek jak cukierek              | ET Phone Noam                        |
|                  |     |                                  |                                      |
| 23.06.2012       | 26  | Cienias Gus                      | Against All Awesome                  |
| 23.06.2012       | 26  | Czy to ryba, czy to wąż?         | Planet of the Gills                  |
|                  |     |                                  |                                      |